# Olius
Olius è un comune spagnolo di 566 abitanti situato nella comunità autonoma della Catalogna, nella provincia di Lleida.